# プルヴァ・ツルノゴルスカ・フドバルスカ・リーガ
プルヴァ・ツルノゴルスカ・フドバルスカ・リーガ（セルビア・クロアチア語: Prva crnogorska fudbalska liga、発音: [pr̂ːvaː t͡srnǒɡorskaː fûdbaːlskaː lǐːɡa]、略称:1.CFL）は、モンテネグロの最上位サッカーリーグである。
参加チーム数は10。優勝チームはUEFAチャンピオンズリーグ予備予選1回戦、2位チーム・3位チーム・4位チームはUEFAヨーロッパリーグ予選1回戦への出場資格を得る。8位および9位はドルガ・ツルノゴルスカ・フドバルスカ・リーガ（2部リーグ）への入れ替え戦に回り、10位のチームは2部に自動降格する。

## 歴史
モンテネグロがユーゴスラビア社会主義連邦共和国の一部だった時代は、ユーゴスラビア・プルヴァ・リーガが国内トップリーグだった。連邦が解体し1992年にユーゴスラビア連邦共和国が成立すると、セルビアとモンテネグロのチームはそれまでと同じくユーゴスラビア・プルヴァ・リーガと呼称されるリーグに参加した。2003年にユーゴスラビア連邦共和国の国名がセルビア・モンテネグロに変更されると、サッカーリーグもそれに従った。この時期にはモンテネグロ・プルヴァ・リーガは、国内にふたつある2部リーグの一方を担っていた。
2006年、モンテネグロのセルビア・モンテネグロからの分離に伴い、モンテネグロ・プルヴァ・リーガはモンテネグロの最上位全国リーグとなった。

## 2023-24シーズン所属クラブ
| クラブ名           | ホームタウン     | ホームスタジアム                         | 収容人数 |
| ------------------ | ---------------- | ---------------------------------------- | -------- |
| アルセナル         | ティヴァト       | スタディオン・ウ・パルク                 | 2,000    |
| ブドゥチノスト     | ポドゴリツァ     | スタディオン・ポド・ゴリツォム           | 15,230   |
| デチッチ           | トゥジ           | スタディオン・トゥシュコ・ポリェ         | 2,000    |
| イェディンストヴォ | ビイェロ・ポリェ | グラズキ・スタディオン・ビイェロ・ポリェ | 5,000    |
| イェゼロ           | プラヴ           | スタディオン・ポド・ラツィノム           | 2,500    |
| OFKムラドスト      | ポドゴリツァ     | DGアレナ                                 | 4,300    |
| モルナル           | バール           | スタディオン・トポリツァ                 | 2,500    |
| OFKペトロヴァツ    | ペトロヴァツ     | スタディオン・ポド・マリム・ブルドム     | 1,630    |
| ルダル             | プリェヴリャ     | スタディオン・ポド・ゴルビニョム         | 5,140    |
| スティエスカ       | ニクシッチ       | スタディオン・クライ・ビストリツェ       | 5,214    |

## 歴代優勝クラブ
| シーズン | 優勝               | 準優勝         | 3位            |
| -------- | ------------------ | -------------- | -------------- |
| 2006-07  | ゼタ (1)           | ブドゥチノスト | グルバリ       |
| 2007-08  | ブドゥチノスト (1) | ゼタ           | モグレン       |
| 2008-09  | モグレン (1)       | ブドゥチノスト | スティエスカ   |
| 2009-10  | ルダル (1)         | ブドゥチノスト | モグレン       |
| 2010-11  | モグレン (2)       | ブドゥチノスト | ルダル         |
| 2011-12  | ブドゥチノスト (2) | ルダル         | ゼタ           |
| 2012-13  | スティエスカ (1)   | ブドゥチノスト | チェリク       |
| 2013-14  | スティエスカ (2)   | ロヴチェン     | チェリク       |
| 2014-15  | ルダル (2)         | スティエスカ   | ブドゥチノスト |
| 2015-16  | ムラドスト (1)     | ブドゥチノスト | ルダル         |
| 2016-17  | ブドゥチノスト (3) | ゼタ           | ムラドスト     |
| 2017-18  | スティエスカ (3)   | ブドゥチノスト | ムラドスト     |
| 2018-19  | スティエスカ (4)   | ブドゥチノスト | ゼタ           |
| 2019-20  | ブドゥチノスト (4) | スティエスカ   | イスクラ       |
| 2020-21  | ブドゥチノスト (5) | スティエスカ   | デチッチ       |
| 2021-22  | スティエスカ (5)   | ブドゥチノスト | デチッチ       |
| 2022-23  | ブドゥチノスト (6) | スティエスカ   | アルセナル     |

## クラブ別優勝回数
| クラブ         | 優勝 | 2位 | 優勝年度                                             |
| -------------- | ---- | --- | ---------------------------------------------------- |
| ブドゥチノスト | 6    | 9   | 2007-08, 2011-12, 2016-17, 2019-20, 2020-21, 2022-23 |
| スティエスカ   | 5    | 4   | 2012-13, 2013-14, 2017-18, 2018-19, 2021-22          |
| ルダル         | 2    | 1   | 2009-10, 2014-15                                     |
| モグレン       | 2    | -   | 2008-09, 2010-11                                     |
| ゼタ           | 1    | 2   | 2006-07                                              |
| ムラドスト     | 1    | -   | 2015-16                                              |
| ロヴチェン     | -    | 1   | ─                                                    |

## 歴代得点王
| シーズン | 選手                                      | 所属                | 得点 |
| -------- | ----------------------------------------- | ------------------- | ---- |
| 2006-07  | ダミル・チャカル ジャルコ・コラチ         | ルダル ゼタ         | 16   |
| 2007-08  | イヴァン・ヤブラン                        | ロヴチェン          | 13   |
| 2008-09  | ファトス・ベチライ                        | ブドゥチノスト      | 18   |
| 2009-10  | イヴァン・ボシュコヴィッチ                | グルバリ            | 28   |
| 2010-11  | イヴァン・ヴコヴィッチ                    | ブドゥチノスト      | 20   |
| 2011-12  | アデミル・アドロヴィッチ                  | ブドゥチノスト      | 22   |
| 2012-13  | アデミル・アドロヴィッチ ジャルコ・コラチ | ブドゥチノスト ゼタ | 15   |
| 2013-14  | ステファン・ムゴシャ                      | ムラドスト          | 15   |
| 2014-15  | ゴラン・ヴヨヴィッチ                      | スティエスカ        | 21   |
| 2015-16  | マルコ・シュチェパノヴィッチ              | ムラドスト          | 19   |
| 2016-17  | ゾラン・ペトロヴィッチ                    | ムラドスト          | 14   |
| 2017-18  | イゴル・イヴァノヴィッチ                  | スティエスカ        | 14   |
| 2018-19  | ニコラ・クルストヴィッチ                  | ゼタ                | 17   |
| 2019-20  | マルコ・チェトコヴィッチ                  | スティエスカ        | 10   |
| 2020-21  | ボジョ・マルコヴィッチ                    | スティエスカ        | 16   |
| 2021-22  | アドナン・バシッチ                        | OFKペトロヴァツ     | 14   |
| 2022-23  | タイロン・コンラート                      | スティエスカ        | 26   |